# Forward Intelligence Team

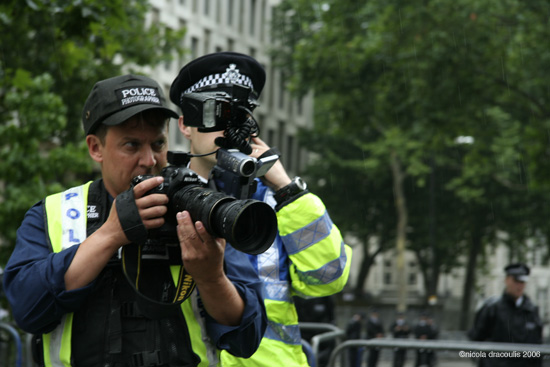
Un Forward Intelligence Team à l'extérieur de l'ambassade des États-Unis à Londres.

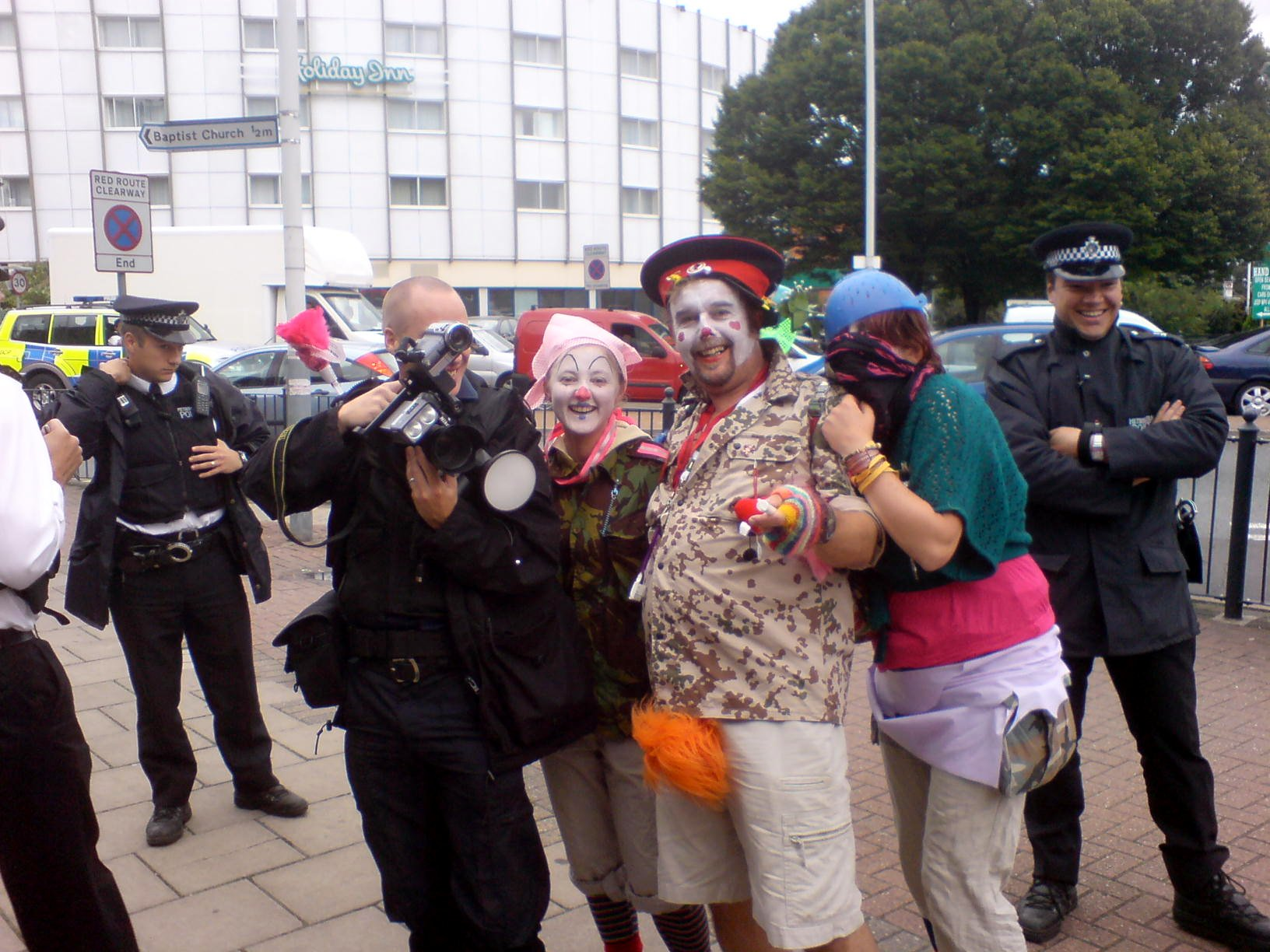
Un FIT et des manifestants en 2007 lors d'une manifestation en faveur du climat à Heathrow. Le photographe est membre du FIT.

Un Forward Intelligence Team (FIT, que l'on peut traduire en français par « Unité de renseignement avancé ») est une unité composée d'au moins un policier qui est déployée par l'une des forces policières du Royaume-Uni dans le but d'amasser des renseignements pouvant servir aux activités policières sur le terrain. Dans certaines circonstances, les unités peuvent s'opposer aux activistes et intervenir dans le cas de comportements antisociaux. Les unités ont recours aux caméras, caméscopes et enregistreurs audio pour mener une surveillance manifeste du public. Chacune des informations recueillies est ajoutée à la base de données Crimint (en).
Les premiers FIT sont apparus au début des années 1990 en tant qu'unités du Metropolitan Police Force chargées du maintien de l'ordre public. Ils ont dans un premier temps suivis des partisans du football, des saboteurs de chasses aux animaux et des manifestants politiques (au moins depuis 1996), ayant recours aux caméras, caméscopes et enregistreurs audio pour mener une surveillance manifeste du public. Les policiers portent des uniformes et sont très visibles. Leur uniforme est parfois différent des policiers réguliers. Des photographes civils sont parfois embauchés pour faire partie de FIT. Selon Scotland Yard, leur but est d'enregistrer suffisamment d'informations pour pouvoir intervenir efficacement a posteriori si des problèmes surgissent pendant les manifestations.